# István Sinka
Dans le nom hongrois Sinka István, le nom de famille précède le prénom, mais cet article utilise l’ordre habituel en français István Sinka, où le prénom précède le nom.
István Sinka, né le 24 septembre 1887 à Nagyszalonta et mort le 17 juin 1969 à Budapest, est un écrivain et poète hongrois. Il a été inhumé au cimetière de Farkasrét.

## Prix
- Prix Kossuth 1990 (à titre posthume)